# Papa Climent V
Climent V (Vilandraut, 1264 - Avinyó, 20 d'abril de 1314) va ser Papa de l'Església Catòlica del 1305 al 1314. Els aspectes més importants del seu pontificat van ser la supressió de l'Orde del Temple i el trasllat de la seu pontifícia a Avinyó.
De nom Bertrand de Got, en finalitzar els seus estudis de Dret canònic a Orleans i Bolonya va ser nomenat canonge a Bordeus, vicari general a Lió, capellà del papa Bonifaci VIII, bisbe de Comenge i, el 1299, arquebisbe de Bordeus.

## Elecció
La seva elecció es va produir el 5 de juny del 1305 després d'un interregne d'onze mesos ocasionat per les disputes que entre cardenals francesos i italians es van donar al conclave celebrat a Perusa.
Cridat per a la seva coronació, ja que en no ser cardenal no es trobava present al conclave, no es va desplaçar a Itàlia sinó que va elegir la ciutat de Lió per a la seva entronització, la qual va tenir lloc el 14 de novembre del 1305, a l'església de Saint-Just, comptant amb l'assistència del rei Felip IV de França. Aquell dia, quan la comitiva baixava des de l'església de Saint-Just cap a la catedral, un mur es va ensorrar cosa que va causar la mort de dotze persones i va fer caure el papa de la cadira en què era transportat. Carles de Valois, germà del rei, recollí la tiara del terra i li tornà a posar a cap. El poble assistent, va fer córrer el rumor supersticiós que això seria un mal presagi del seu mandat.
Climent va estar durant tot el seu pontificat subjecte als desigs de Felip IV, i tot just ser coronat, el seu primer acte va ser el nomenament de nou cardenals francesos propers al monarca francès.
Convertit en una mera eina a les mans de Felip, va anul·lar el 1306 les sentències eclesiàstiques que aquest considerava contràries als seus interessos, especialment les butlles Clerecis laics i Unam Sanctam que havia promulgat Bonifaci VIII.

## Supressió de l'orde dels Templers
El 13 d'octubre del 1307, Felip IV endeutat amb l'Orde dels Templers, va ordenar l'arrest de tots els templers que es trobessin en territori francès acusant-los d'heretgia, encara que la seva veritable motivació va ser apoderar-se dels nombrosos béns que l'Orde tenia a França i evitar el pagament dels deutes que mantenia amb aquesta.
La detenció dels templers sense l'autorització del pontífex, de qui depèn directament l'Orde, fa protestar Climent però Felip el convenç presentant-li les confessions obtingudes sota tortura i aconsegueix que el Papa promulgui la butlla Pastoralis praeminen que decreta la detenció dels templers a tots els territoris cristians.
Pressionat pel rei francès, Climent convoca, el 1308, mitjançant la publicació de la butlla Regnums in coelis el concili de Vienne que celebrat entre el 1311 i el 1312 il·luminarà la butlla Vox in excelso per la qual se suprimia, encara que no condemnava per heretgia, l'orde templer.

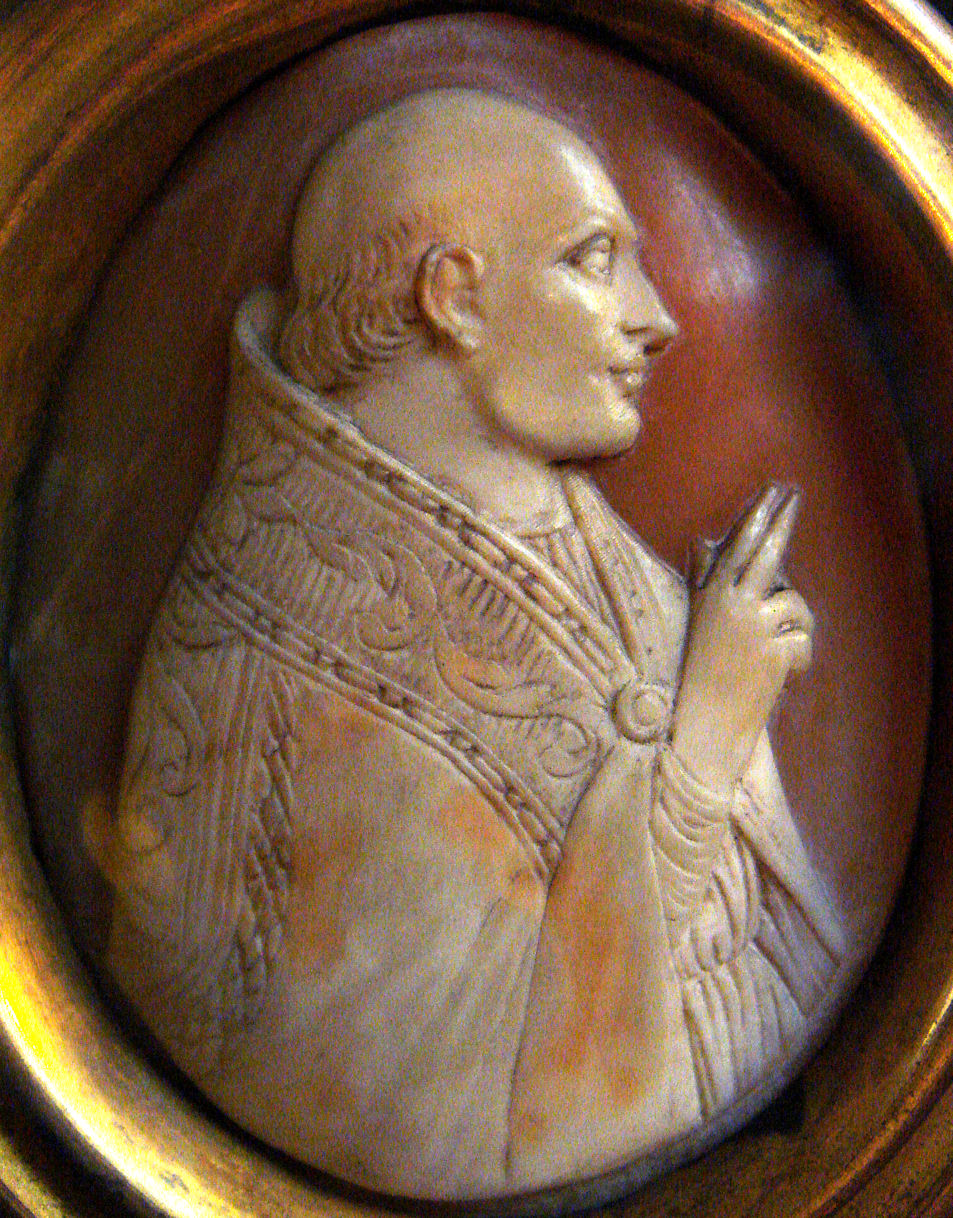
Camafeu de Clement V

## Avinyó
El 1309 Climent V trasllada la seu papal de Roma a la ciutat d'Avinyó que llavors no era territori francès, ja que pertanyia al Regne de Nàpols.
El trasllat va tenir inicialment un caràcter provisional motivat per la situació d'inseguretat i caos en el qual es trobava Roma, immersa en lluites i intrigues polítiques, i per aprofitar la relativa proximitat amb Viena del Delfinat on, el 1311, se celebraria un concili ja convocat. Però el que es va iniciar com un acte passatger va esdevenir permanent fins al 1377, encara que sovint va residir a Poitiers i, durant set pontificats, Avinyó va ser la seu pontifícia, coneixent-se històricament l'esmentat període com "la segona captivitat de Babilònia". Aquest període finalitzarà quan el papa Gregori XI retorni a Roma.

## Altres fets
Climent V va completar el Corpus Iuris Canonici amb la publicació d'una col·lecció de decretals coneguda com a Liber Clementarium. Va fundar així mateix les universitats de Perusa i Orleans.
Després de la batalla del Cefís (1311), en la qual la Gran Companyia Catalana conquerí el Ducat d'Atenes, Climent V excomunicà els almogàvers en un intent fallit d'obligar-los a retornar les terres al Casal de Brienne. No els aixecaria l'excomunicació fins al 1346, quan l'agreujament de l'amenaça turca a Orient feu que la Santa Seu adoptés una política més realista.
Les profecies de Sant Malaquies es refereixen a aquest papa com De fasciis Aquitanicis (Dels llaços d'Aquitània), citació que fa referència a què va ser arquebisbe de Bordeus, a Aquitània, abans de ser elegit pontífex i a què al seu escut d'armes figuren tres fasces en gules.

## Els pecats de Climent
Va córrer el rumor, ja que havia arribat a ser Papa sense ser cardenal, que havia aconseguit el càrrec pontifici mitjançant suborns. El segon pecat que se li atribuïa era el de la simonia, per haver col·locat en seus importants els seus familiars. El tercer el de trencar la promesa de celibat, era sabut que tenia una amistançada, Mélisande de Périgord filla del comte de Foix en la qual, segons la dita popular, gastava més diners que en recuperar Terra Santa. Guillaume de Nogaret, ministre de Justícia del rei va fer circular pamflets en què denunciava aquests pecats detalladament per pressionar-lo a no defensar els templers, estratègia que funcionà puix que Climent temia acabar agredit com havia passat amb Bonifaci VIII. També ho demostra el fet que absolgués tots els implicats en l'atemptat d'Angani.

## Mort i testament
Va morir el 20 d'abril del 1314, a Roquemaure quan anava de viatge al feu que la seva família tenia a Lagnon, mesos abans que l'altre gran protagonista del seu pontificat, el rei francès Felip IV. Van decidir traslladar el seu cos a Carpentràs per fer-li un funeral digne, però aquella nit es desfermà una tempesta i un llampec que va caure en l'església on era va cremar el seu cos;
Al seu testament demanava que repartissin els diners que hi havia a la cúria de la següent manera: 200.000 florins per a fundacions de caritat, 200.000 per a la seva família, 70.000 per a l'Església, 320.000 florins havien de ser enviats al rei d'Anglaterra, el qual havia promès tornar a participar en una croada. Poc abans de morir, Climent havia donat 300.000 florins al seu nebot Bertrand de Got per pagar un exèrcit que aniria a fer una nova croada; en comptes d'això va assaltar el palau de Carpetràs on estaven reunits per escollir un nou Papa i va amenaçar de mort els cardenals italians si no votaven per un candidat favorable al rei francès.
A finals d'agost del 1316 les seves despulles van ser transferides a l'església d'Usèsta, segons havia demanat.